# Chiesa di San Zenone (Prevalle)
La chiesa di San Zenone è la parrocchiale di Prevalle Sotto, quartiere di Prevalle, in provincia e diocesi di Brescia; fa parte della zona pastorale della Morenica del Garda.

## Storia
La prima citazione di una cappella intitolata a san Zenone è contenuta in una pergamena che reca la data del 12 giugno 1175; una seconda menzione, seppur indiretta, risale al 1183.

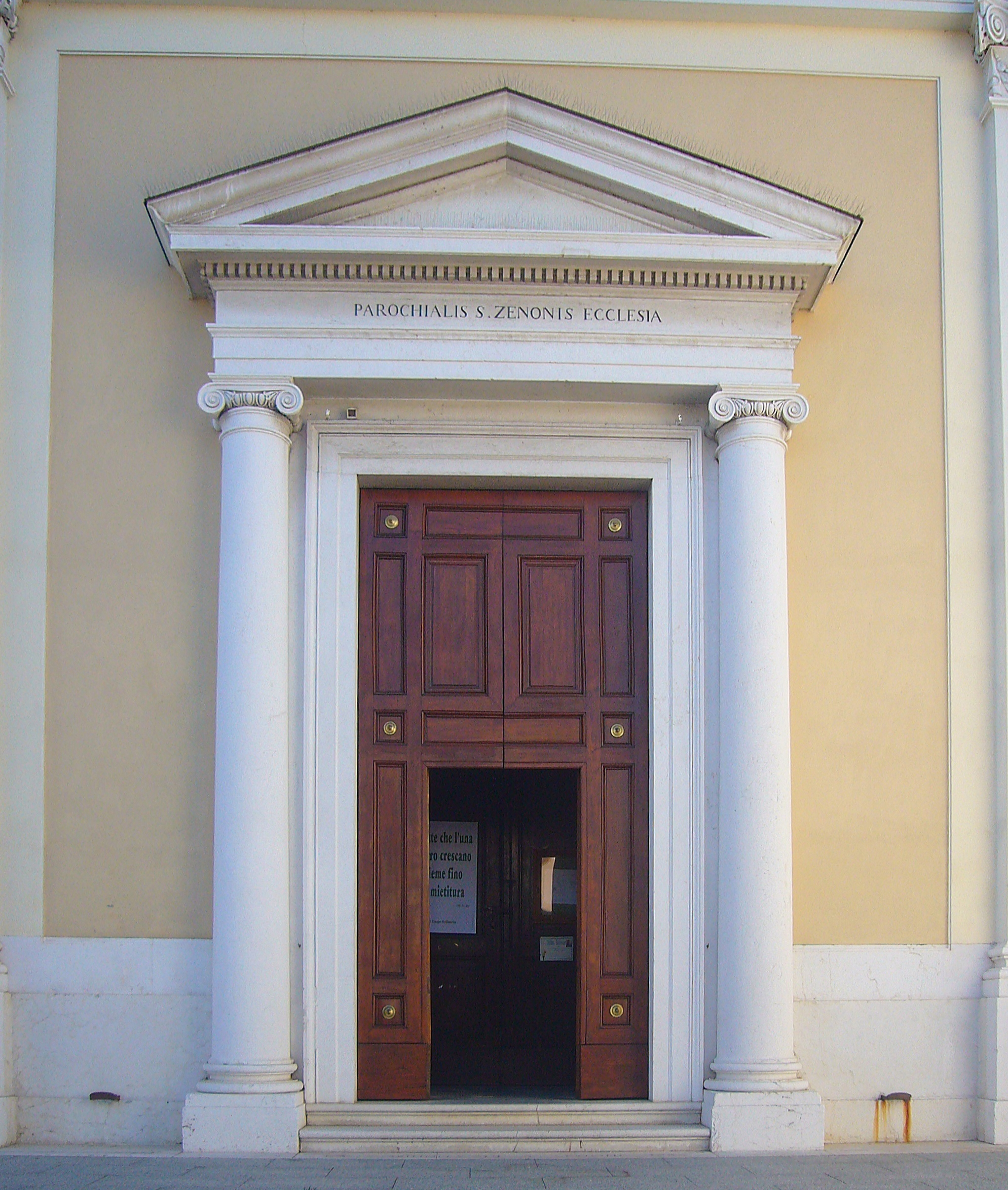
Il portale d'ingresso

Questo luogo di culto, di cui nel XIV secolo vi sono ulteriori notizie, fu ampliato nel Quattrocento grazie al lascito testamentario di tale Fiorino Bonomo Mandagusini.
Nel XVI secolo la chiesa fu interessata da un rifacimento: nel 1580 il visitatore don Giovanni Maria Pionni registrò che l'opera non era ancora stata ultimata, tanto che l'anno successivo l'arcivescovo di Milano Carlo Borromeo ingiunse di completarla, anche se poi quest'ordine venne assolto solo dopo lunghi anni.
Dalla relazione della visita pastorale del 1702 del vescovo di Brescia Marco Dolfin s'apprende che la chiesa di San Zenone era comparrocchiale della chiesa di San Michele di Goglione Sopra.
La chiesa fu eretta a parrocchiale il 7 aprile 1792 tramite decreto del vescovo Giovanni Nani, affrancandosi così da San Michele; nel medesimo anno iniziarono i lavori di ricostruzione del luogo di culto, che vennero poi portati a compimento negli anni dieci del secolo successivo.
I portali della chiesa furono poi costruiti tra il 1827 e il 1828 su disegno dell'architetto bresciano Rodolfo Vantini.
Nel 1954 si procedette alla realizzazione, da parte di Eliodoro Coccoli, dell'apparato decorativo del presbiterio.
In epoca postconciliare la parrocchiale venne adeguata alle nuove norme mediante l'aggiunta dell'altare rivolto verso l'assemblea; l'edificio fu poi restaurato negli anni ottanta e il 14 aprile 1989, secondo quanto stabilito dal Direttorio diocesano per le zone pastorali, la chiesa entrò a far parte della neo-costituita zona pastorale della Morenica del Garda.

## Descrizione

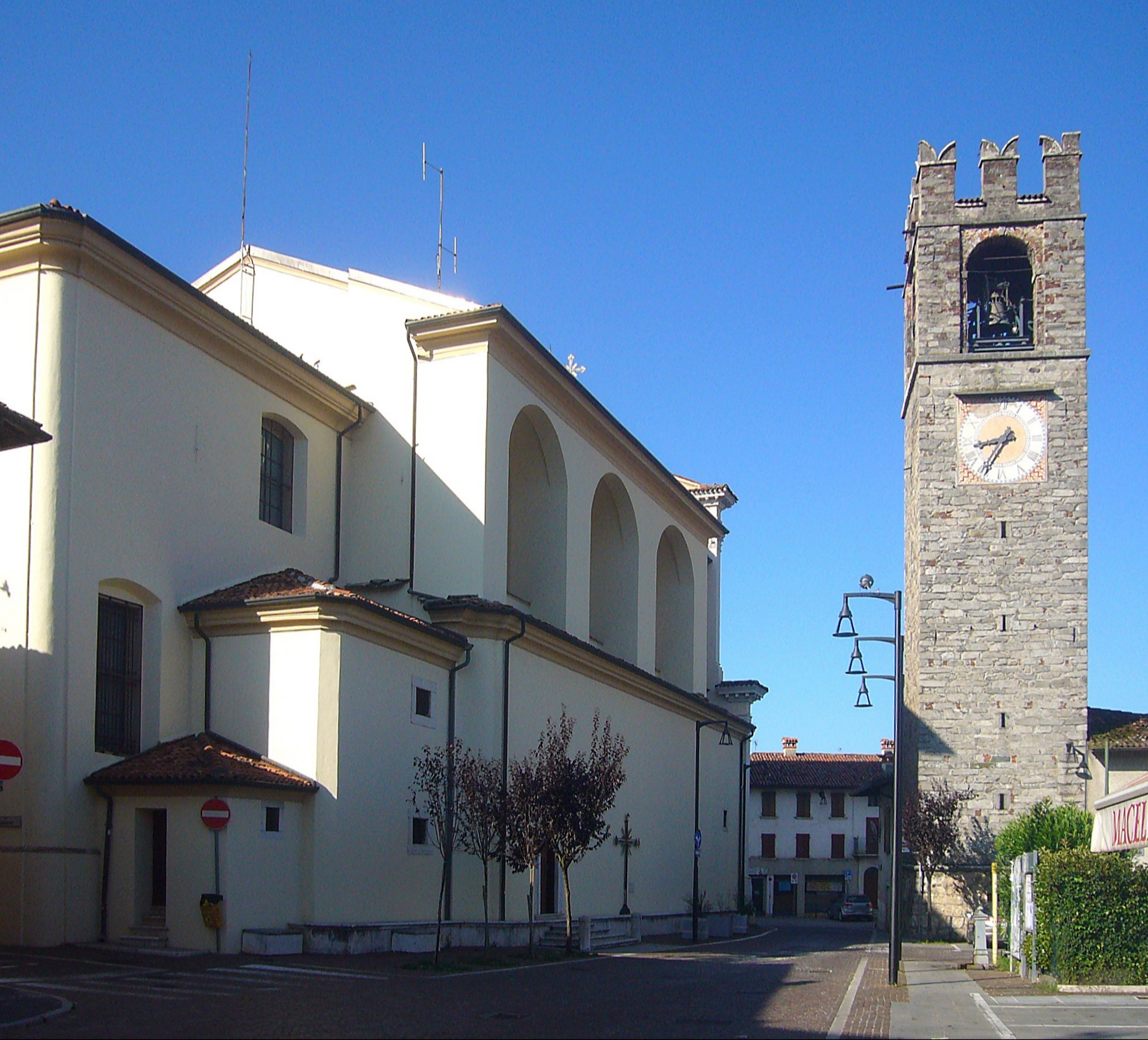
Il fianco della chiesa e il campanile

### Esterno
La simmetrica facciata della chiesa, rivolta a sudovest, è suddivisa da una cornice marcapiano dentellata in due registri, entrambi scanditi da lesene: quello inferiore presenta al centro il portale d'ingresso con timpanetto ed è affiancato da due piccole ali minori leggermente arretrate, mentre quello superiore è caratterizzato da una finestra e coronato dal frontone triangolare.
A pochi metri dalla parrocchiale è il campanile a base quadrata, la cui cella presenta su ogni lato una monofora a tutto sesto ed è coronata da una merlatura in stile guelfo.

### Interno

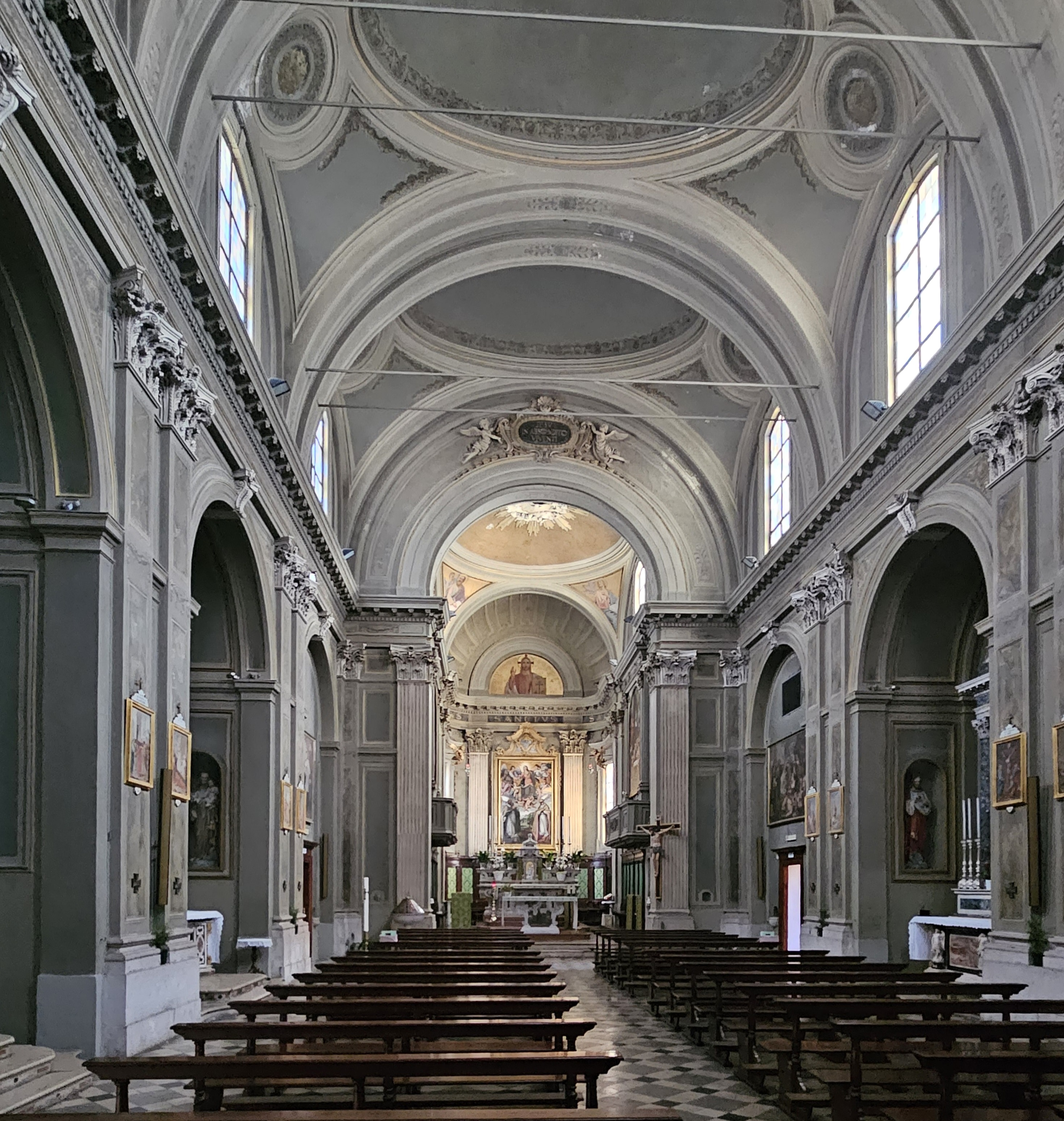
L'interno

L'interno dell'edificio si compone di un'unica navata, sulla quale si affacciano le cappelle laterali introdotte da archi a tutto sesto e le cui pareti sono scandite da lesene sorreggenti la trabeazione modanata e aggettante sopra la quale si imposta la volta a botte; al termine dell'aula si sviluppa il presbiterio, rialzato di alcuni gradini, coperto da volta a vela e chiuso dalla parete di fondo piana.
Qui sono conservate diverse opere di pregio, tra le quali la pala pala ritraente la Madonna col Bambino con i Santi Domenico e Caterina da Siena e ai piedi San Gregorio Papa, un principe e due dame, firmata da Luca Mombello, la tela raffigurante l'Assunta con angeli insieme ai Santi Zenone e Carlo Borromeo, eseguita da Palma il Giovane nel 1622, l'altare di San Felice, costruito nel 1686, la pala con soggetto l'Eucarestia adorata dai Santi Antonio Abate e Bernardo di Chiaravalle, realizzata nel 1610 da Antonio Gandino, e il seicentesco dipinto che rappresenta Mosè che innalza il Serpente.